# Pristimantis johannesdei
Eleutherodactylus johannesdei là một loài động vật lưỡng cư trong họ Strabomantidae, thuộc bộ Anura. Loài này được Rivero & Serna mô tả khoa học đầu tiên năm 1988.